# Hadena nervina
Hadena nervina là một loài bướm đêm trong họ Noctuidae.